# Krainîkovo, Hust
Krainîkovo (în ucraineană Крайниково) este o comună în raionul Hust, regiunea Transcarpatia, Ucraina, formată numai din satul de reședință.

## Demografie
Componența lingvistică a comunei Krainîkovo
     Ucraineană (98,08%)
     Rusă (1,66%)
     Alte limbi (0,25%)
Conform recensământului din 2001, majoritatea populației comunei Krainîkovo era vorbitoare de ucraineană (98,08%), existând în minoritate și vorbitori de rusă (1,66%).